# Anna Turkiewicz-Jabłczyńska
Anna Turkiewicz-Jabłczyńska (ur. 15 lipca 1923 w Dręszewie koło Radzymina, zm. 27 lutego 1974 w Płocku) – lekarka polska, pediatra, przez większość pracy zawodowej związana z Płockiem.

## Życiorys
Była córką Zygmunta i Franciszki Turkiewiczów. Edukację na poziomie szkoły średniej rozpoczęła przed II wojną światową w warszawskim Gimnazjum im. Marii Konopnickiej, maturę uzyskała na tajnych kompletach i również w trybie tajnym podjęła studia na Wydziale Lekarskim Uniwersytetu Warszawskiego. Była żołnierzem Armii Krajowej i jako sanitariuszka uczestniczyła w powstaniu warszawskim. Po upadku powstania przebywała w obozie w Zeithain. Po powrocie do Warszawy (w lipcu 1945) wznowiła studia medyczne. Po uzyskaniu dyplomu pracowała u profesora Jana Stopczyka, ftyzjatry, następnie w I Klinice Dziecięcej u profesora Mieczysława Michałowicza.
W 1953, po wyjściu za mąż (rok wcześniej) za płockiego lekarza ginekologa Władysława Jabłczyńskiego, osiadła w Płocku. Jako pierwszemu w tym mieście pediatrze ze stażem klinicznym powierzono jej obowiązki organizatora i ordynatora Oddziału Dziecięcego Szpitala Św. Trójcy. W pamięci pacjentów i ich rodzin zapisała się jako lekarz mocno zaangażowany w swoją pracę, pod jej kierunkiem wykształciło się wielu młodszych pediatrów. Działała w Kole Płockim Polskiego Towarzystwa Lekarskiego. Pełniła także mandat radnej miejskiej.
Pochowana została na cmentarzu katolickim w Płocku. Jej imię nadano jednej z płockich ulic.
Stryjeczny brat jej męża, Tadeusz Jabłczyński (ur. 7 stycznia 1919 w Płocku), absolwent Szkoły Handlowej w Płocku, służył jako podporucznik w 15 batalionie strzelców II Korpusu Polskich Sił Zbrojnych na Zachodzie. Poległ 17 maja 1944 w walkach o Monte Cassino. Pochowany został na Polskim Cmentarzu Wojennym na Monte Cassino (kwatera VIII F2).